# Джелсай
Джелсай — посёлок в Таштагольском районе Кемеровской области. Входит в состав Усть-Кабырзинского сельского поселения.

## География
Центральная часть населённого пункта расположена на высоте 588 метров над уровнем моря.

## Население
По данным Всероссийской переписи населения 2010 года, в посёлке Джелсай проживает 6 человек (3 мужчины, 3 женщины).